# Lithax obscurus
Lithax obscurus là một loài trong họ Goeridae. Chúng phân bố ở miền Cổ bắc.